# Stop Breakin' Down Blues
Stop Breakin' Down Blues, anche conosciuta come Stop Breaking Down, è una canzone blues di Robert Johnson.

## Il brano
La canzone venne registrata nel 1937, nel corso della seconda e ultima sessione di registrazione di Johnson, ma non fu mai pubblicata fino al 1970, anno in cui uscì l'album King of Delta Blues Singers, Vol.2, contenente appunto la prima versione di questo brano. 

## Cover
- Il gruppo di musica rock The Rolling Stones registrò una cover di questo brano nell'album del 1972 Exile on Main St..
- Lucinda Williams registrò una cover di questo brano nel suo LP d'esordio del 1979, dal titolo Ramblin'.
- Il gruppo The White Stripes registrò una cover di questo brano nel loro omonimo album d'esordio
- Eric Clapton  registrò una cover del brano nell’album Me and Mr Johnson nel 2004.